# ديفيد أوليفر
ديفيد أوليفر (بالإنجليزية: David Oliver)‏ هو ممثل أمريكي، ولد في 31 يناير 1962 في الولايات المتحدة، وتوفي في 12 نوفمبر 1992 بلوس أنجلوس في الولايات المتحدة.

## أعمال

### مسلسلات
- عالم آخر

## وصلات خارجية
- ديفيد أوليفر على موقع IMDb (الإنجليزية)
- ديفيد أوليفر على موقع روتن توميتوز (الإنجليزية)
- ديفيد أوليفر على موقع أول موفي (الإنجليزية)
- ديفيد أوليفر على موقع قاعدة بيانات الفيلم (الإنجليزية)